# باشگاه فوتبال داماش گیلان
باشگاه فوتبال داماش گیلان یک باشگاه فوتبال در شهر رشت، ایران است که در لیگ آزادگان فعالیت می‌کند. این باشگاه در ۱۹ مهر ۱۳۳۹ با نام تاج رشت گیلان توسط رضا اکبر از انجمن ورزشی و پیشاهنگی گیلان، پروانه بهره‌برداری دریافت کرد. این باشگاه یکی از  تیم های پر هوادار و پر افتخار فوتبال ایران است .
ورزشگاه خانگی داماش، ورزشگاه دکتر عضدی رشت با گنجایش ۱۱۰۰۰ نفری است، هر چند برخی از بازی‌های خانگی این تیم در ورزشگاه سردار جنگل رشت نیز برگزار می‌شود.

## پیشینه

### تأسیس
هسته نخستین و سرچشمه پیشینه این باشگاه به تاج رشت باز می‌گردد که در سال ۱۳۴۹ تأسیس شد. این باشگاه در آن زمان یکی از شعبه‌های باشگاه تاج تهران بود. تاج رشت از همان ابتدای تأسیس توانست تعدادی از بهترین بازیکنان وقت گیلان را جذب کند.
تا پیش از دهه ۵۰، ایران دارای لیگ فوتبال در سطح ملی نبود و اکثر باشگاه‌ها در مسابقات قهرمانی شهر یا استان خود شرکت می‌کردند. تاج رشت نیز تا سال ۵۰ در لیگ فوتبال استان گیلان بازی می‌کرد. با تأسیس جام منطقه‌ای ایران در سال ۱۳۴۹، تاج رشت در این مسابقات شرکت کرد. در فصل ۱۳۴۹، تاج رشت در گروه ۱ مسابقات قرار گرفت و در رده چهارم قرار گرفت. در فصل ۱۳۵۰ نیز تاج مجددا در مسابقات شرکت کرد اما این بار هم با قرار گرفتن در رده چهارم گروهش از راهیابی به مرحله نهایی بازماند.
در سال ۱۳۵۱، جام تخت جمشید به عنوان لیگ ملی فوتبال ایران تأسیس شد؛ اما تاج رشت نتوانست جواز حضور در این مسابقات را کسب کند و به همین دلیل دوباره در لیگ استان گیلان به میدان رفت.

### ابوذر و تغییر نام به استقلال رشت
از رویی دیگر، رویارویی دو تیم ابوذر و خسرو پرویز یا ملوان و تاج را می‌توان از دربی‌های جذاب دهه ۴۰ و ۵۰ گیلان و ایران دانست، که دو شهر رشت و انزلی به دیدار یکدیگر می‌رفتند.
تاج رشت در سال ۱۳۵۲ به ابوذر رشت تغییر نام داد و در سال ۱۳۵۷ با رخداد انقلاب ۱۳۵۷ و انحلال سازمان ورزشی و فرهنگی تاج، همه شعبه‌های شهرستان‌های این سازمان به تربیت بدنی‌های استان‌ها واگذار شدند و این تیم که دو برند تاج و ابوذر را یدک می‌کشید، در سال ۱۳۶۲ به استقلال رشت تغییر نام داد.
لاجوردی پوشان در سال ۱۳۶۹ برای بار نخست، فوتبال رشت را به سطح نخست فوتبال ایران رساندند.

### پیدایش پگاه در جایگاه استقلال رشت
شرکت صنایع شیر ایران با خرید امتیاز این تیم در سال ۱۳۸۱ پا به فوتبال گذاشت و با برند پگاه گیلان در مسابقه‌های لیگ دسته اول فوتبال ایران بازی می‌کرد.
پگاه گیلان در دوره سوم لیگ برتر با مجید جهانپور بازی‌هایش را آغاز کرد اما پس از هفته پانزدهم میودراگ یسیچ جانشین وی گردید. تیم فوتبال پگاه در این دوره لیگ برتر یعنی فصل ۸۳–۸۲ تمام تیم‌های مدعی لیگ را در استادیوم عضدی رشت زمینگیر کرد از جمله برد یک بر صفر برابر پاس تهران (قهرمان آن فصل) و تساوی صفر صفر با تیم پرمهره پرسپولیس (در حالی که یک ضربه پنالتی پگاه هم از دست رفت) و پیروزی ۳–۱ برابر سپاهان اصفهان و ۳–۰ برابر استقلال اهواز و برد برابر ذوب‌آهن و ابومسلم خراسان.
پس از کناره‌گیری یسیچ در فصل بعد تیم فوتبال پگاه برای ۲ بازی از سید مهدی ابطحی که سرمربی تیم فوتسال پگاه بود به عنوان سرمربی در تیم فوتبال خود استفاده کرد اما ابطحی نیز جز دو شکست پی در پی ارمغانی برای پگاه به همراه نیاورد. مدیران پگاه آنگاه اصغر شرفی را دوباره از آمریکا فراخواندند و برای دومین بار مربیگری تیم خود را به وی سپردند. اصغر شرفی نیز نتوانست گره گشای مشکلات پگاه شود و این تیم برای بار سوم مربی خود را عوض کرده و این بار یکی از مربیان معروف اروپا به نام برند کراوس را از اتریش در سال ۲۰۰۵ به رشت آورد. وینگو بگوویچ در سال ۲۰۰۵ هدایت تیم پگاه گیلان را به عهده گرفت، پیروزی‌های پی در پی تیم پگاه در گروه الف دسته اول فوتبال ایران نشان داد که مجموعه پگاه می‌خواست بار دیگر در سطح اول فوتبال ایران حضور یابد اما مرحله پلی آف مسائلی داشت که وینگو نتوانست از عهده آن‌ها بر آید و پیکان بالا رفت.
مجید جهانپور پس از ۲/۵ سال دوری از میدان‌ها فوتبال مجدداً سکان هدایت این تیم پر طرفدار را بر عهده گرفت. تیم جهانپور که در ابتدای فصل با مشکلات عدیده مالی مواجه بود توانست در چند ماه ابتدایی مسابقات بدون شکست به کار خود ادامه دهد. تیم پگاه با حفظ دروازه اش در مدت ۱۲۴۰ دقیقه توانست نگاه تمام کارشناسان را بخود جلب نماید. اما چند شکست شرایط را برای پگاه سخت کرد با این حال پگاه توانست با ۲ امتیاز اختلاف و پس از ۲۲ هفته صدرنشینی مجدداً به مرحله پلی آف صعود نماید. پگاه در مرحله پلی آف پس از کسب یک نتیجه مساوی بدون گل در گرمای ۵۰ درجه بندرعباس موفق شد حریف جنوبی خود را در حضور بیش از ۲۵ هزار تماشاگر با نتیجه ۲–۰ شکست داده و پس از ۲ سال دوری از سطح اول فوتبال کشور به دوره هفتم لیگ برتر صعود کرد. دارکو درازیچ در سال ۲۰۰۷ سرمربی تیم پگاه شد اما وی تنها با ۳ بازی و کسب تنها یک امتیاز جای خود را به نادر دست‌نشان داد که چند ماه پیش به عنوان سرمربی شهرداری بندرعباس در پلی اف به پگاه گیلان باخته بود.
تیم فوتبال پگاه در این دوره لیگ برتر یعنی فصل ۸۳–۸۲ تمام تیم‌های مدعی لیگ را در استادیوم عضدی رشت زمینگیر کرد، از جمله برد یک بر صفر مقابل پاس تهران (قهرمان آن فصل) و تساوی صفر صفر با تیم پرمهره پرسپولیس (در حالی که یک ضربه پنالتی پگاه هم از دست رفت) و پیروزی ۳–۱ مقابل سپاهان اصفهان و ۳–۰ مقابل استقلال اهواز و برد مقابل ذوب آهن و ابومسلم خراسان.
یکی از دوران طلایی این تیم حضور در فینال جام حذفی فوتبال ایران است که در خرداد ماه ۸۷ برگزار شد. تیم فوتبال پگاه توانست تیمهای مطرح فوتبال کشور را شکست دهد نظیر پرسپولیس (قهرمان آن فصل که با گل بازیکن هفده ساله مغلوب پگاه شد)، استقلال (با نتیجه چهار بر یک در استادیوم آزادی که سنگین‌ترین شکست خانگی استقلال در تاریخ لیگ برتر بود)، سپاهان اصفهان (با نتیجه چهار بر دو)، ذوب آهن، سایپا (رفت و برگشت) و صباباتری. این تیم در آن دوران بیش از ۲۵ هزار هوادار که فراتر از گنجایش ورزشگاه سردار جنگل رشت بود به ورزشگاه کشاند و تا فینال جام حذفی صعود کرد. این نتایج همچنین بهترین عملکرد دست نشان در دوران مربیگریش بود.

### جام حذفی۸۷–۸۶
پگاه پس از عبور از سد تیمهای مس سرچشمه و آلومینیوم در اراک در مرحله یک چهارم نهایی به مصاف سپاهان رفت و با حمایت طرفدارانش نایب قهرمان ایران و آسیا را ۴–۲ شکست داد تا در مرحله نیمه نهایی بتواند برق شیراز را نیز با یک بازی سراسر تهاجمی حذف نماید. در بازی پرحرارت فینال تیم پگاه در بازی رفت ۱–۰ در مقابل استقلال به پیروزی رسید و درخشش وحید طالب لو از گل شدن چندین موقعیت صد درصد دیگر جلوگیری کرد اما در تهران و در بازی نفسگیر صد و بیست دقیقه ای مغلوب استقلال شد تا بازنده ای سربلند لقب گیرد.

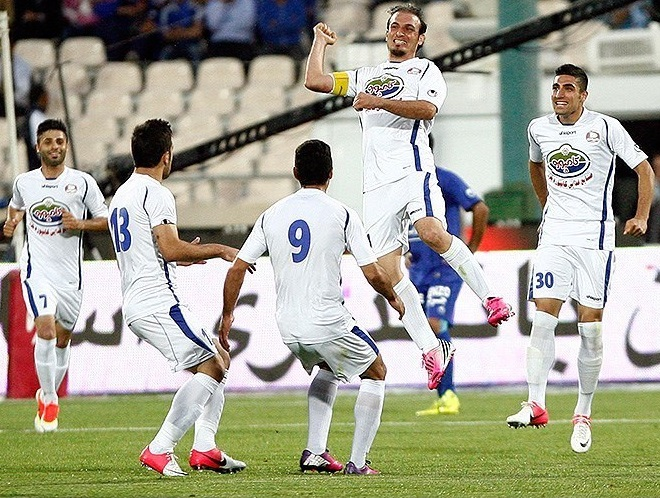
خوشحالی پس از گل محمدرضا مهدوی در جریان بازی با استقلال در فصل ۱۳۸۸-۱۳۸۷

### فروختن امتیاز پگاه به داماش
در ابتدای فصل ۸۸–۸۷ تیم فوتبال پگاه گیلان به علت مشکلات مالی توسط شرکت خصوصی آب معدنی داماش خریداری شد و به داماش گیلانیان تغییر نام داد. امیر عابدینی مدیر عامل سابق تیم پرسپولیس، مدیر عامل داماش گیلانیان شد.
تیم فوتبال پگاه گیلان در طول حیات خود ۱۷۹ بار به‌طور رسمی مسابقه داد که از این تعداد ۷۰ برد، ۴۷ مساوی و ۶۲ شکست عاید این تیم شده است. پگاه از این تعداد بازی ۸۰ بار در لیگ برتر به میدان رفته است. تیم فوتبال پگاه در ۱۷۹ بازی خود موفق شده است تا ۱۸۹ بار دروازه حریفان را باز کند. پگاهی‌ها ۱۸۴ بار نیز گل خورده‌اند. بهترین گلزن پگاه در طول تاریخ این تیم افشین چاووشی می‌باشد. ساشا ایلیچ دروازه‌بان این تیم توانست با ۱۱۵۷ دقیقه بسته نگهداشتن دروازه پگاه گیلان رکوردی تاریخی در تمام ادوار لیگ‌های ایران به ثبت برساند.

### اوایل دهه ۹۰ و انحلال
تیم داماش گیلان در فرودین ماه سال ۱۳۹۱ با مجوز قوه قضائیه به شرط اینکه باشگاه از شهر رشت خارج نشود از طریق کمیسیون سه نفره و نماینده دادستانی واگذار شود امیر عابدینی مدیرعامل این تیم از سمت خود استعفاء داده ولی با توجه به عدم وجود مالک و هیئت مدیره این استعفاء مورد تأیید یا مخالفت قرار نگرفت تا همچنان وضعیت مدیریتی این تیم در وضعیت مبهم به سر ببرد. با پیگیری‌های علی نظرمحمدی و ایرج ندیمی نماینده لاهیجان در آذر ۱۳۹۳ به دنبال سفر معاون اول قوه قضائیه به رشت مذاکرات مثبت و امیدبخشی در خصوص تعیین تکلیف تیم فوتبال داماش و شرکت‌های متعلق به گروه آریا انجام شد. محسنی اژه‌ای تمام مسئولیت حل مشکلات باشگاه ورزشی داماش گیلان را به مدیرکل دادگستری گیلان و استاندار گیلان سپرد. امتیاز این تیم پس از واگذاری به هیئت فوتبال گیلان به شرکت آهن و فولاد لوشان منتقل گردید. در نهایت و پس سقوط تیم به دسته دوم داماش گیلان که نامش به شهر باران تغییر پیدا کرده بود با امضای مسعود رهنما مدیر کل امور ورزش و جوانان گیلان و قربانعلی الماس خاله رئیس هییت فوتبال گیلان به تهران انتقال پیدا کرد و سرانجام به علت بدهی‌های سنگین پس از یک فصل حضور در لیگ دسته دوم فصل ۹۶–۹۵ به لیگ دسته سوم و زیرگروه سقوط کرده و سرانجام با سوء مدیریت منحل شد.

### بازسازی با نام داماش گیلانیان
اسماعیل حاجی‌پور، عضو شورای شهر رشت با همکاری سامیر رجب اف سرمایه‌دار اهل جمهوری آذربایجان با خرید امتیاز تیم رهپویان رضوانشهر و تغییر نام آن به داماش گیلانیان مالکیت آن را برعهده گرفتند. اگرچه در نیمه راه سرمایه‌گذار با فشارهای گوناگون از تیم‌داری انصراف داد.
در سال ۹۸–۹۷ تیم تحت مالکیت اسماعیل حاجی‌پور در بازی پلی آف صعود به لیگ دسته اول کشور در دو بازی رفت و برگشت برابر نماینده تهران شکست خورد و از صعود به لیگ دسته اول کشور بازماند.

### دومین فینال جام حذفی داماش گیلان ۹۸–۹۷
داماش گیلان تحت مالکیت اسماعیل حاجی‌پور و سرمربیگری سیامک فراهانی با شکست دادن تیم لیگ برتری سایپا در رشت به عنوان تیمی از سطح سوم لیگ آن دوره به فینال جام حذفی راه یافت تا در فینال در فولاد آرنا در برابر پرسپولیس قرار بگیرد.
بازی پرسپولیس و داماش در هنگامی برگزار شد که قرار بود این مسابقه از ساعت ۲۱ یکشنبه آغاز شود اما با رخ دادن مشکلی در جایگاه اختصاصی تماشاگران ورزشگاه و کاهش شمار تماشاگران داماش در جایگاه‌های عادی، چند بار از سوی باشگاه برای لغو بازی اقدام شد. اگرچه بازی برگزار گردید و در پایان، پرسپولیس با یک برد یک‌گله از سد داماش عبور کرد و به قهرمانی جام حذفی رسید.

### خرید امتیاز و غیبت در لیگ ۱۴۰۰–۱۳۹۹
اسماعیل حاجی‌پور مالک تیم فوتبال داماش، نایب قهرمان جام حذفی ۹۸–۹۷ که از صعود به لیگ دسته اول بازمانده بود پس از رایزنی‌های بسیار طی قولی که به هواداران داماش گیلان داده بود موجبات حضور این تیم پرهوادار استان گیلان را با خرید توافقی باشگاه کارون اروند خرمشهر فراهم ساخت تا در فصل ۹۹–۹۸ این تیم در لیگ دسته اول فوتبال کشور حضور داشته باشد
داماش گیلان در فصل ۹۹–۹۸ با تمامی تلاش‌های صورت گرفته و تلاش کادر فنی و بازیکنان سهمیه فوتبالی خود را در لیگ دسته اول حفظ می‌کند، اما در کمال تعجب به دلیل عدم کمک‌های مسئولین استانی و وضعیت بد مالی مالک وقت باشگاه، این تیم به دلیل آنچه بدهی دو میلیارد تومانی گفته شد که قرار بود در طی یک سال پرداخت شود منحل شده و امتیاز آن مجدداً به خرمشهر استرداد می‌شود و مالک این امتیاز کارون اروند خرمشهر این امتیاز را به تیم خیبر خرم‌آباد منتقل می‌کند
با توجه به شرکت نکردن کارون اروند خرمشهر در لیگ ۱۴۰۰–۱۳۹۹ امتیاز لیگ دویی داماش گیلان هم از دست رفت و این تیم در فصل ۱۴۰۰–۱۳۹۹ در هیچ لیگی بازی نکرد.

### شروع دوباره
پس از کش و قوس‌های فراوان در سال ۱۴۰۰ تیم جدیدی بوسیله داریوش نصیری با نام داماش تأسیس گردید و با خرید امتیاز لیگ دسته سومی کانیاو اشنویه وارد مسابقات کشوری شد.
این تیم در فصل ۱۴۰۰–۱۴۰۱ در مرحله اول قهرمان و در مرحله پایانی به پلی آف صعود کرد و پس از برد تیم آکادمی کیا تهران و دارایی تهران توانست به لیگ ۲ فوتبال کشور صعود کند.
پس از راه‌یابی داماش به لیگ دسته دوم کشور، داریوش نصیری مالکیت باشگاه را به ناصر زحمتکش انتقال می‌دهد. داماش گیلان با مالکیت ناصر زحمتکش با تعویض چند سرمربی در لیگ ۱۴۰۲–۱۴۰۱ سرانجام با صعود به بازی پلی آف و برد ۲ بر ۱ در مجموع دو بازی رفت و برگشت برابر فولاد نوین اهواز مجدداً به لیگ دسته اول کشور صعود می‌کند

### فصل ۱۴۰۳–۱۴۰۲
داماش فصل را با سیامک فراهانی آغاز کرد اما شکست‌های پیاپی باعث تغییر سرمربی و روی کار آمدن علی نظرمحمدی شد که این سرمربی هم با به‌وجود آمدن تنش مالکیتی جای خود را به علی‌اصغر کلانتری داد، این سرمربی هم دوام چندانی بر روی نیمکت پر التهاب و لرزان داماش نداشت و با وجود دعاوی مالکیتی بسیار بین ناصر زحمتکش و نصیر نعیمی پور و حتی نامه انصراف داماش از لیگ دسته اول که توسط ناصر زحمتکش نگاشته شده بود با اقدام جهانبخش آرمان، مدیر کل ورزش و جوانان استان گیلان در تشکیل جلسه اضطراری مسیر مالکیتی باشگاه مشخص و با مساعدت قربانعلی الماسخاله رئیس هیئت فوتبال استان، پنجره نقل و انتقالات باشگاه نیز باز شد و علی نظرمحمدی مجدداً سکان هدایت داماش را بر عهده گرفت
داماش با هدایت علی نظرمحمدی سرانجام توانست در بازی آخر در تاریخ ۲۱ خرداد ۱۴۰۳ با تساوی خانگی برابر سایپا تهران، رده پانزدهم را در این فصل کسب کند و در لیگ آزادگان ماندگار شود.

## داماش در فرهنگ عامه و رسانه‌ها
داماش و سپیدرود از دیرباز تا امروز به عنوان یک از دو قطب باشگاه فوتبال در رشت در میان مردم گیلان شناخته شده است. افکار عمومی در گیلان همواره پیگیر داماش هستند این تیم دارای هوادارانی پرشور و با تعصب است که همواره همراه این تیم هستند.
بازی‌های رسمی این باشگاه در لیگ آزادگان و جام حذفی از شبکه باران به‌طور زنده پخش می‌شد. و حتی اکنون که وضعیت تیم آنچنان مساعد نیست و در لیگ‌های دسته پایین حضور دارد، امکان مشاهده رقابت‌ها به صورت اینترنتی، از برخی سایت‌های صداوسیما و پیج اصلی باشگاه داماش با همت اصحاب رسانه ای متعهد باشگاه فراهم است البته برخی از بازی‌های حساس این تیم در لیگ دسته اول از شبکه ورزش و شبکه اینترنتی آنتن پخش زنده می‌شوند.
شعار تیم داماش «من تِره فریاد زَنَم، تو می وَسی بجنگ (به فارسی: من تو را فریاد می‌زنم، تو برای من بجنگ)» است.

## نام، نشان‌واره و رنگ

### در دوران تاج رشت
این تیم با نام دیگری به نام تاج رشت بنیان‌گذاری شد.

نشان‌واره تاج رشت از ۱۳۳۹ تا ۱۳۵۲

برخلاف تیم‌های دیگر از شعبه‌های تاج که نام خود را به استقلال تغییر دادند، تیم استقلال رشت از شعبه‌های تاج از سال ۱۳۵۲ با نام ابوذر رشت فعالیت می‌کرد، حمایت مالی تیم ابوذر رشت از سال ۱۳۵۴ تا سال ۱۳۶۲ با میر احمد خوشکلام بود، در سال ۱۳۶۲ میر احمد خوشکلام به همراه سید حسین تصمیم گرفت تیم ابوذر رشت را با نام استقلال رشت وارد مسابقات کند و به همین منظور در سال ۱۳۶۲ ابوذر رشت به استقلال رشت تغییر نام داده شد. رنگ و نشان‌واره این تیم همچون دیگر تیم‌های استقلال به رنگ آبی بود و در لباس‌های تیم استقلال رشت اغلب از رنگ‌های آبی با نوارهای مشکی استفاده می‌شد.

### در دوران پگاه گیلان
نام تیم پگاه گیلان، از طرف شرکت صنایع شیر ایران مصوب شد. این تیم بعد از سقوط استقلال رشت امتیاز استقلال را خرید و با تغییر نام پگاه گیلان احیا شد و پا به عرصه فوتبال گذاشت. و علاوه بر نام، نشان‌واره و رنگ اختصاصی آن هم نیز به‌طور کامل تغییر یافت. رنگ لباس اول تیم، آبی آسمانی بود.

نشان‌واره پگاه گیلان از سال ۱۳۸۷ تا ۱۳۸۱

### در دوران داماش گیلان
پس از فروش امتیاز پگاه گیلان به هلدینگ امیر منصور آریا (داماش ایرانیان) این تیم با استادیوم تجهیز شده شهید عضدی رشت و بازیکنانی در تراز عالی با نام داماش به مسابقات بازگشت. نام داماش برگرفته از یک روستای ییلاقی به همین نام از توابع شهرستان رودبار گیلان است. همین‌طور رنگ لاجوردی نشان رنگی است که تیم داماش با آن در مسابقات فوتبال شناخته می‌شود. این رنگ همواره رنگ اصلی لباس داماش بوده است. نشان وارهای مختلفی بر روی لوگوی داماش گیلان مانند بسیاری از باشگاه‌های خصوصی ایران نقش بست که در سال ۱۳۹۵ در نشان‌واره داماش از گل سوسن چهلچراغ استفاده شد نماد سوسن چلچراغ برگرفته از گلی در روستای داماش از توابع شهرستان رودبار در استان گیلان است. و همین‌طور لوگو برای آخرین بار بعد از یک سال دوری تیم از مسابقات، و شروع از لیگ ۳، با کمی تغییرات مواجه شد.

نشان‌واره داماش گیلان از شهریور ۱۳۸۹ تا تیر ۱۳۹۵
نشان‌واره داماش گیلان از مرداد ۱۳۹۵ تا پایان فصل ۱۳۹۹

## ورزشگاه‌ها

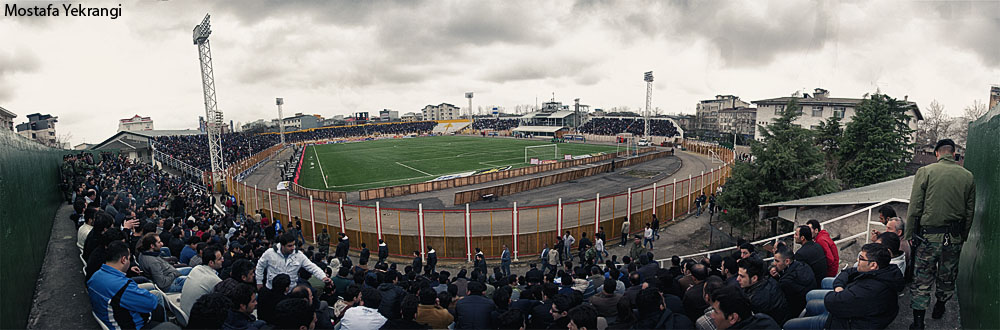
ورزشگاه دکتر عضدی رشت، مملو از جمعیت در یکی از بازی‌های خانگی داماش گیلان

ورزشگاه سردار جنگل رشت یک ورزشگاه فوتبال با چمن مصنوعی واقع روستای فلک‌ده، دهستان لاکان، بخش مرکزی واقع در شهرستان رشت است و در حومه شهر رشت و خارج از محدوده شهری قرار دارد. داماش بازی‌های خانگی خود در لیگ آزادگان و جام حذفی را در این ورزشگاه برگزار می‌کند.

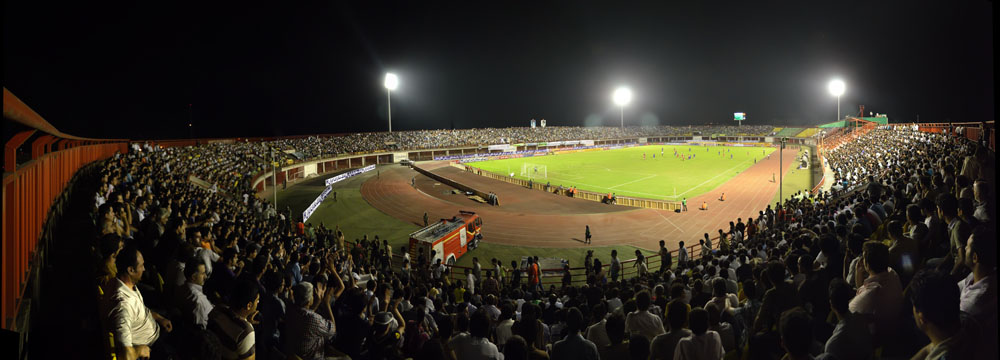
ورزشگاه سردار جنگل رشت

ورزشگاه دکتر حسن عضدی یک ورزشگاه چند منظوره در شهرستان رشت می‌باشد. این ورزشگاه در یکی از نقاط مرکزی شهر رشت، در خیابان جهان‌پهلوان نامجو قرار دارد و اکثر فوتبال دوستان شهر رشت آن را ورزشگاه اصلی شهرشان می‌دانند. اداره کل تربیت بدنی استان گیلان در زمین و حریم این مجموعه ورزشی بعداً بنا شده است.

## هواداران

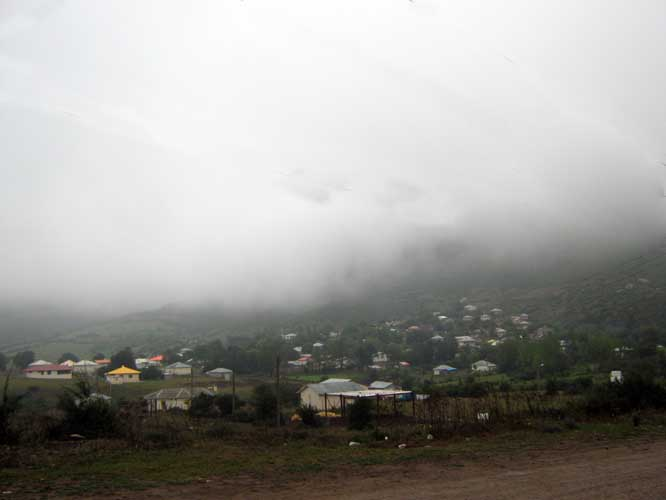
روستای داماش در بخش عمارلو، شهرستان رودبار که اسم باشگاه از آن سرچشمه گرفته است.

داماش باشگاه پرهواداری در استان گیلان است و همواره طرفداران این تیم با ملوان بندرانزلی و سپیدرود رشت رقابت دارند. این تیم دارای هوادارانی پرشور و با تعصب است که همواره همراه این تیم هستند. هواداران این تیم به دلیل تعصب و علاقه بیش از حد به این تیم، به تیفوسی‌ها معروف هستند.
در ۱۲ خرداد ۱۳۹۸ در فینال جام حذفی فوتبال ایران ۱۳۹۸، حدود ۴۰۰ هوادار داماش برای حمایت تیمشان با اتوبوس های وولوو کولردار از رشت با مساعدت اسماعیل حاجی پور مالک وقت باشگاه به فولاد آرنا اهواز عزیمت کردند. زمانی که هواداران داماش می‌خواستند به ورزشگاه ورود کنند، از ورود آن‌ها به دلیل ترس از تشویق‌های بی‌امان و القای روحیه جنگندگی به بازیکنان جلوگیری شد، تمامیت‌خواهی باشگاه پرسپولیس موجب پر شدن تمام ظرفیت استادیوم توسط پرسپولیسی‌ها شده بود. این اتفاق با واکنش هواداران داماش و مالک باشگاه اسماعیل حاجی‌پور همراه بود. مالک و هواداران داماش که از این اتفاق به شدت ناراضی بودند، از بازیکنان تیم خود خواستند که به نشانه اعتراض تا زمان احقاق حق قانونی خود (۵۰ درصد از ظرفیت استادیوم یا ۱۰ درصد از ظرفیت استادیوم) بازی نکنند. بازیکنان این تیم هم به نظر هواداران خود احترام گذاشتند و وارد زمین بازی نشدند، اعضای کادر فنی و بازیکنان داماش گیلان در رختکن منتظر تثبیت شرایط حضور تیفوسی‌های خود ماندند که این اتفاق با حواشی زیادی همراه شد، اما در نهایت با تثبیت حضور هواداران داماش (ملقب به تیفوسی‌ها) در استادیوم، بازیکنان و اعضای کادر فنی داماش به زمین چمن ورزشگاه بازگشتند، این فعل و انفعالات باعث شد که بازی با وقفه ۱۴۰ دقیقه‌ای آغاز شود.
هواداران این تیم در پلی آف صعود به لیگ دو در همان فصل، رکورد حضور بیشترین تماشاگر در ورزشگاه را هم در سومین سطح فوتبال کشور را شکستند.
و همین‌طور پس از یک انحلال و احیای دیگر، هواداران بار دیگر رکورد حضور تماشاگر در این سطح را جابه‌جا کردند. آن هم با حضور بیش از ۱۰ هزار تماشاگر در آخرین سطح لیگ فوتبال ایران در ۸ مرداد ماه ۱۴۰۱.
جدای آن هواداران این تیم در زمان امتیاز پگاه گیلان در جام حذفی ۱۳۸۶ ورزشگاه ۱۷ هزار نفرهٔ سردارجنگل را بالاتر از ظرفیت خودش تکمیل کردند.

## هماوردان

### شهرآوردهای گیلان (ال گیلانو)
گیلان از دیر باز تاکنون هواداران پرشوری در شهرهای مختلف خود داشته و دارد. که برجسته‌ترین آنها تیم‌های داماش گیلان، سپیدرود رشت، ملوان بندر انزلی، چوکای تالش، اتحاد فومن، پاس رشت، شهرداری آستارا و دیگر تیم‌ها هستند، که هر کدام، صاحب هواداران پر انرژی و با فرهنگی هستند.
و اما در گیلان و حتی سراسر کشور، مسابقات بین ملوان بندر انزلی، داماش گیلان و سپیدرود رشت به عنوان دربی گیلان یا ال گیلانو شناخته می‌شوند. این دربی یکی از مهم‌ترین و جذاب‌ترین دربی‌های ایران است. که تیم پر هوادار ملوان، رکورد بیشترین پیروزی را داراست. سنگین‌ترین شکست بین این دو تیم در سال ۱۳۹۲ رخ داد که ملوان توانست، با نتیجه ۳–۰ داماش گیلان را شکست دهد. یکی از خاطره انگیزترین بردهای داماش گیلان هم برد ۱–۰ مقابل ملوان بندر انزلی در استادیوم تختی انزلی با گل جهانگیر عسگری در یازدهمین دوره لیگ برتر ایران بود، داماش و سپیدرود هم جدال‌های جذابی مقابل هم داشته‌اند که آخرین آنها به نوزدهمین دوره لیگ آزادگان بر می‌گردد که یک بار داماش گیلان و یک بار سپیدرود رشت پیروز شدند

## بازیکنان

### بازیکنان کنونی
فهرست بازیکنان در فصل ۰۴–۱۴۰۳

### بازیکنان پیشین
برای دیدن نام تمام بازیکنان باشگاه که در ویکی‌پدیای فارسی مقاله دارند، رده:بازیکنان باشگاه داماش گیلان را ببینید.

### بازیکنان برجسته
امیر افتخاری
 بهزاد داداش‌زاده
 محمد آبشک  روح‌الله باقری  افشین چاووشی  آتیلا حجازی  سهیل حق‌شناس  علیرضا جهانبخش
 سیروس دین‌محمدی  جواد زرینچه  محسن فروزان  فرشید کریمی  محمد محمدی سیامک سرلک
 محمد مختاری  شایان مصلح  مهدی مهدوی‌کیا  علی نظرمحمدی  پژمان نوری  مهدی نوری
 رضا نیک‌نظر  علیرضا واحدی نیکبخت هادی محمدی  ایمان صادقی  شاهین بنی احمد  علی بختیاری زاده
 مگنو باتیستا داسیلوا آدریانو آلوز  آوسنتی گیلااوری  ساشا ایلیچ بوبکر جیدی کبه

## مربیان

### کادر فنی کنونی
| موقعیت           | نام              |
| ---------------- | ---------------- |
| مالک             | فرامرز یوسف نژاد |
| سرمربی           | علی نظر محمدی    |
| مربی             | محمدرضا مهدوی    |
| مربی دروازه‌بان   | حسین تراب پور    |
| مربی بدنساز      | حسین مصطفی زاده  |
| مدیر روابط عمومی | سجاد حقدادی      |
| پزشکیار          | نیما فاضلی       |

### مربیان برجسته
ناصر حجازی
 مارکار آقاجانیان  مهدی تارتار  حمید درخشان  نادر دست‌نشان  بیژن ذوالفقارنسب
 سیامک فراهانی  هادی طباطبایی  فرهاد کاظمی  فیروز کریمی  علی نظرمحمدی فرشاد پیوس
 میودراگ یشیچ  برند کراوس  وینکو بگوویچ  استانکو پوکله‌پوویچ

### پیشینه مربیان

#### در زمان امتیاز استقلال شهرداری رشت
| نام          | دوره    | نتایج |
| ------------ | ------- | ----- |
| مجید جهان‌پور | ۱۳۷۸    |       |
| فرهاد کاظمی  | ۱۳۷۹–۸۰ |       |
| ناصر حجازی   | ۱۳۸۰–۸۱ |       |

#### در زمان امتیاز پگاه گیلان
| نام            | دوره      | نتایج |
| -------------- | --------- | ----- |
| اصغر شرفی      | ۱۳۸۱      |       |
| مجید جهانپور   | ۱۳۸۱–۸۳   |       |
| میودراگ یشیچ   | ۱۳۸۳      |       |
| دردو یاوانوویچ | ۱۳۸۳      |       |
| اصغر شرفی      | ۱۳۸۳–۸۴   |       |
| برند کراوس     | ۱۳۸۴      |       |
| وینگو بگوویچ   | ۱۳۸۴–۸۵   |       |
| مجید جهانپور   | ۱۳۸۵–۸۶   |       |
| دارکو دراژیچ   | ۱۳۸۶      |       |
| نادر دست‌نشان   | ۱۳۸۶–۱۳۸۷ |       |

#### در زمان امتیاز داماش گیلان
| نام                  | دوره       | نتایج                                                                       |
| -------------------- | ---------- | --------------------------------------------------------------------------- |
| بیژن ذوالفقارنسب     | ۱۳۸۷       | استعفا در آبان ماه ۱۳۸۷                                                     |
| سیدعلی افتخاری       | تک بازی    | کسب تساوی برابر سپاهان در اصفهان                                            |
| حسین عبدی            | ۱۳۸۹       | برکناری در هفته نوزدم دوره هشتم لیگ برتر                                    |
| استانکو پوکله‌پوویچ   | ۱۳۸۹       | سقوط به جام آزادگان در دوره هشتم لیگ برتر                                   |
| فیروز کریمی          | ۱۳۹۰       | رتبه دوم لیگ آزادگان ۱۳۸۸– ۸۹                                               |
| مارین پوشنیک         | ۱۳۹۱       | برکناری در هفته چهارم لیگ آزادگان ۹۰-۸۹                                     |
| افشین ناظمی          | ۱۳۹۱       | سرمربی موقت                                                                 |
| مهدی دینورزاده       | ۱۳۹۲       | قهرمانی جام آزادگان ۹۰–۸۹ و صعود به لیگ برتر                                |
| ابراهیم قاسمپور      | ۱۳۹۲       | کسب رتبه هفتم در پایان نیم فصل لیگ برتر ۹۱–۹۰، حذف از جام حذفی              |
| مهدی تارتار          | ۱۳۹۲       | کسب رتبه هفتم در پایان فصل لیگ برتر ۹۱–۹۰                                   |
| امید هرندی           | ۱۳۹۳       | قطع همکاری در رتبه یازدهم لیگ برتر                                          |
| حمید درخشان          | ۱۳۹۳       | برکناری پس از سقوط به رتبه سیزدهم لیگ برتر                                  |
| افشین ناظمی          | ۱۳۹۴       | برکناری پس از نتایج ضعیف و باخت متعدد رتبه ۱۲ لیگ برتر                      |
| علی نظرمحمدی         | ۱۳۹۵       | برکناری قبل از شروع فصل                                                     |
| امید هرندی           | ۱۳۹۵       | استعفا                                                                      |
| مجید جهانپور         | ۱۳۹۶       | استعفا                                                                      |
| رامیز محمدوف         | ۱۳۹۶       | استعفا                                                                      |
| سیّد هادی طباطبایی    | ۱۳۹۷       | قطع همکاری                                                                  |
| وحید رضایی           | ۱۳۹۷       | قطع همکاری                                                                  |
| سیامک فراهانی        | ۱۳۹۷ تا ۹۹ | صعود یه پلی آف لیگ یک و کسب نائب قهرمانی در جام حذفی ۹۷–۹۸                  |
| محمد مختاری          | ۱۴۰۰       | قطع همکاری                                                                  |
| اسماعیل زاهد ویشکاهی | ۱۴۰۱       | استعفا                                                                      |
| بهزاد داداش‌زاده      | ۱۴۰۱       | صعود تیم به لیگ دو عنوان سومین تیم برتر سه گروه، رکورد ۷ بازی ۶برد سه کامبک |
| اکبر میثاقیان        | ۱۴۰۱       | برکناری در هفته بیستم                                                       |
| فرشاد پیوس           | ۱۴۰۲       | صعود به لیگ آزادگان                                                         |
| سیامک فراهانی        | ۱۴۰۲       | قطع همکاری در پایان هفته ششم لیگ آزادگان                                    |
| علی نظرمحمدی         | ۱۴۰۲       | قطع همکاری در پایان هفته چهاردهم لیگ آزادگان                                |
| علی اصغر کلانتری     | ۱۴۰۲       | قطع همکاری پس از دو بازی و پایان نیم فصل لیگ آزادگان                        |
| علی نظرمحمدی         | ۱۴۰۲تا۰۳   | کسب مقام پانزدهم لیگ آزادگان و بقا در لیگ یک                                |

## افتخارات
- لیگ برتر ۱۳ بار حضور در لیگ برتر
- جام حذفی

##### نایب‌قهرمان (۲):۸۷–۱۳۸۶،۹۸–۱۳۹۷
- لیگ آزادگان

##### قهرمان (۱):۹۰–۱۳۸۹
نایب‌قهرمان (۳) : ۷۸–۱۳۷۷ ، ۷۹–۱۳۷۸، ۸۲–۱۳۸۱ 
- منطقه‌ای
- لیگ برتر استان گیلان و لیگ برتر شهرستان رشت

## آمار فصل به فصل
جدول زیر نتایج حاصل شده توسط باشگاه داماشیان از سال ۱۳۴۹ تاکنون می‌باشد.
| فصل      | لیگ                                               | لیگ                                               | لیگ                                               | لیگ                                               | لیگ                                               | لیگ                                               | لیگ                                               | لیگ                                               | لیگ                                               | لیگ                                               | جام حذفی                                          | سرمربی                                            | توضیحات                                           |
| فصل      | دسته                                              | سطح لیگ                                           | بازی                                              | برد                                               | مساوی                                             | باخت                                              | زده                                               | خورده                                             | امتیاز                                            | جایگاه                                            | جام حذفی                                          | سرمربی                                            | توضیحات                                           |
| -------- | ------------------------------------------------- | ------------------------------------------------- | ------------------------------------------------- | ------------------------------------------------- | ------------------------------------------------- | ------------------------------------------------- | ------------------------------------------------- | ------------------------------------------------- | ------------------------------------------------- | ------------------------------------------------- | ------------------------------------------------- | ------------------------------------------------- | ------------------------------------------------- |
| ۵۰–۱۳۴۹  | جام منطقه ای                                      | منطقه ج رشت                                       | ۳                                                 | ۰                                                 | ۰                                                 | ۳                                                 | ۴                                                 | ۱۳                                                | ۰                                                 | چهارم                                             | جام حذفی هنوز تشکیل نشده بود                      |                                                   |                                                   |
| ۵۱–۱۳۵۰  | لیگ رشت                                           | شهری                                              |                                                   |                                                   |                                                   |                                                   |                                                   |                                                   |                                                   | قهرمان                                            | جام حذفی هنوز تشکیل نشده بود                      |                                                   |                                                   |
| ۵۷–۱۳۵۶  | به دلیل انقلاب ایران ناتمام ماند                  | به دلیل انقلاب ایران ناتمام ماند                  | به دلیل انقلاب ایران ناتمام ماند                  | به دلیل انقلاب ایران ناتمام ماند                  | به دلیل انقلاب ایران ناتمام ماند                  | به دلیل انقلاب ایران ناتمام ماند                  | به دلیل انقلاب ایران ناتمام ماند                  | به دلیل انقلاب ایران ناتمام ماند                  | به دلیل انقلاب ایران ناتمام ماند                  | به دلیل انقلاب ایران ناتمام ماند                  | به دلیل انقلاب ایران ناتمام ماند                  | به دلیل انقلاب ایران ناتمام ماند                  | به دلیل انقلاب ایران ناتمام ماند                  |
| ۵۸–۱۳۵۷  | به دلیل انقلاب ایران برگزار نشد                   | به دلیل انقلاب ایران برگزار نشد                   | به دلیل انقلاب ایران برگزار نشد                   | به دلیل انقلاب ایران برگزار نشد                   | به دلیل انقلاب ایران برگزار نشد                   | به دلیل انقلاب ایران برگزار نشد                   | به دلیل انقلاب ایران برگزار نشد                   | به دلیل انقلاب ایران برگزار نشد                   | به دلیل انقلاب ایران برگزار نشد                   | به دلیل انقلاب ایران برگزار نشد                   | به دلیل انقلاب ایران برگزار نشد                   | به دلیل انقلاب ایران برگزار نشد                   | به دلیل انقلاب ایران برگزار نشد                   |
| ۷۱–۱۳۷۰  | لیگ آزادگان                                       | یک                                                | ۲۲                                                | ۴                                                 | ۷                                                 | ۱۱                                                | ۱۳                                                | ۲۱                                                | ۱۵                                                | یازدهم                                            | حذف در یک چهارم نهایی                             |                                                   | سقوط                                              |
| ۷۲–۱۳۷۱  | لیگ ۲                                             | دو                                                |                                                   |                                                   |                                                   |                                                   |                                                   |                                                   |                                                   |                                                   |                                                   |                                                   |                                                   |
| ۷۳–۱۳۷۲  | لیگ ۲                                             | دو                                                |                                                   |                                                   |                                                   |                                                   |                                                   |                                                   |                                                   |                                                   |                                                   |                                                   |                                                   |
| ۷۴–۱۳۷۳  | لیگ ۲                                             | دو                                                |                                                   |                                                   |                                                   |                                                   |                                                   |                                                   |                                                   | یازدهم                                            |                                                   |                                                   |                                                   |
| ۷۵–۱۳۷۴  | لیگ ۲                                             | دو                                                |                                                   |                                                   |                                                   |                                                   |                                                   |                                                   |                                                   | هشتم                                              |                                                   |                                                   |                                                   |
| ۷۶–۱۳۷۵  | لیگ ۲                                             | دو                                                |                                                   |                                                   |                                                   |                                                   |                                                   |                                                   |                                                   | هفتم                                              |                                                   |                                                   |                                                   |
| -۷۷–۱۳۷۶ | لیگ ۲                                             | دو                                                |                                                   |                                                   |                                                   |                                                   |                                                   |                                                   |                                                   | پنجم                                              |                                                   |                                                   |                                                   |
| ۷۸–۱۳۷۷  | لیگ ۲                                             | دو                                                |                                                   |                                                   |                                                   |                                                   |                                                   |                                                   |                                                   | نایب قهرمان                                       | حذف در یک‌هشتم نهایی                               |                                                   |                                                   |
| ۷۹–۱۳۷۸  | لیگ ۲                                             | دو                                                | ۱۶                                                | ۱۰                                                | ۳                                                 | ۳                                                 | ۲۱                                                | ۱۰                                                | ۳۳                                                | نایب قهرمان                                       |                                                   | مجید جهان‌پور                                      | صعود                                              |
| ۸۰–۱۳۷۹  | لیگ آزادگان                                       | یک                                                | ۲۲                                                | ۷                                                 | ۳                                                 | ۱۲                                                | ۲۳                                                | ۴۳                                                | ۲۴                                                | دهم                                               | انصراف در یک‌هشتم نهایی                            | فرهاد کاظمی                                       |                                                   |
| ۸۱–۱۳۸۰  | لیگ برتر فوتبال ایران                             | یک                                                | ۲۶                                                | ۳                                                 | ۷                                                 | ۱۶                                                | ۱۸                                                | ۴۴                                                | ۱۶                                                | سیزدهم                                            | انصراف در یک‌هشتم نهایی                            | ناصر حجازی                                        | منحل                                              |
| ۸۲–۱۳۸۱  | لیگ آزادگان                                       | دو                                                | ۳۰                                                | ۱۵                                                | ۸                                                 | ۷                                                 | ۳۷                                                | ۲۲                                                | ۵۳                                                | نایب قهرمان                                       | انصراف در یک‌هشتم نهایی                            | اصغر شرفی - مجید جهانپور                          | صعود                                              |
| ۸۳–۱۳۸۲  | لیگ برتر فوتبال ایران                             | یک                                                | ۲۶                                                | ۸                                                 | ۶                                                 | ۱۲                                                | ۲۷                                                | ۴۲                                                | ۳۰                                                | نهم                                               | انصراف در یک‌هشتم نهایی                            | اصغر شرفی - مجید جهانپور                          |                                                   |
| ۸۴–۱۳۸۳  | لیگ برتر فوتبال ایران                             | یک                                                | ۳۰                                                | ۳                                                 | ۱۱                                                | ۱۶                                                | ۱۷                                                | ۴۵                                                | ۲۰                                                | شانزدهم                                           | حذف در یک‌هشتم نهایی                               | میودراگ یشیچ- دردو یاوانوویچ- اصغر شرفی           | سقوط                                              |
| ۸۵–۱۳۸۴  | لیگ آزادگان                                       | دو                                                | ۲۲                                                | ۱۵                                                | ۳                                                 | ۴                                                 | ۴۲                                                | ۱۲                                                | ۴۸                                                | قهرمان                                            | حذف در مرحله اول                                  | برند کراوس - وینگو بگوویچ                         |                                                   |
| ۸۶–۱۳۸۵  | لیگ آزادگان                                       | دو                                                | ۲۲                                                | ۱۲                                                | ۶                                                 | ۴                                                 | ۲۳                                                | ۶                                                 | ۴۲                                                | قهرمان                                            | حذف در یک‌هشتم نهایی                               | مجید جهانپور                                      | صعود                                              |
| ۸۷–۱۳۸۶  | لیگ برتر خلیج فارس                                | یک                                                | ۳۴                                                | ۹                                                 | ۱۱                                                | ۱۴                                                | ۲۶                                                | ۳۵                                                | ۳۸                                                | پانزدهم                                           | نایب قهرمان                                       | دارکو دراژیچ - نادر دست‌نشان                       |                                                   |
| ۸۸–۱۳۸۷  | لیگ برتر خلیج فارس                                | یک                                                | ۳۴                                                | ۶                                                 | ۱۳                                                | ۱۵                                                | ۴۰                                                | ۵۶                                                | ۳۱                                                | هفدهم                                             | حذف در دور سوم                                    | بیژن ذوالفقارنسب - سیدعلی افتخاری -               | سقوط                                              |
| ۸۹–۱۳۸۸  | لیگ آزادگان                                       | دو                                                | ۲۶                                                | ۷                                                 | ۸                                                 | ۱۱                                                | ۲۳                                                | ۳۳                                                | ۲۲                                                | نایب قهرمان                                       | حذف در یک‌هشتم نهایی                               | حسین عبدی - استانکو پوکله‌پوویچ                    |                                                   |
| ۹۰–۱۳۸۹  | لیگ آزادگان                                       | دو                                                | ۲۶                                                | ۱۳                                                | ۹                                                 | ۴                                                 | ۳۹                                                | ۲۴                                                | ۳۵                                                | قهرمان                                            | حذف در یک‌هشتم نهایی                               | فیروز کریمی - مارین پوشنیک                        | صعود                                              |
| ۹۱–۱۳۹۰  | لیگ برتر خلیج فارس                                | یک                                                | ۳۴                                                | ۱۱                                                | ۱۱                                                | ۱۲                                                | ۳۴                                                | ۳۸                                                | ۴۴                                                | هفتم                                              | حذف در یک چهارم نهایی                             | افشین ناظمی - مهدی دینورزاده                      |                                                   |
| ۹۲–۱۳۹۱  | لیگ برتر خلیج فارس                                | یک                                                | ۳۴                                                | ۱۱                                                | ۱۰                                                | ۱۳                                                | ۳۶                                                | ۴۳                                                | ۴۳                                                | یازدهم                                            | حذف در یک شانزدهم نهایی                           | ابراهیم قاسمپور - مهدی تارتار                     |                                                   |
| ۹۳–۱۳۹۲  | لیگ برتر خلیج فارس                                | یک                                                | ۳۰                                                | ۵                                                 | ۱۲                                                | ۱۳                                                | ۳۰                                                | ۴۰                                                | ۲۷                                                | پانزدهم                                           | حذف در یک‌هشتم نهایی                               | امید هرندی                                        | سقوط                                              |
| ۹۴–۱۳۹۳  | لیگ آزادگان                                       | دو                                                | ۲۱                                                | ۶                                                 | ۹                                                 | ۶                                                 | ۱۹                                                | ۲۰                                                | ۲۷                                                | ششم                                               | انصراف                                            | حمید درخشان                                       |                                                   |
| ۹۵–۱۳۹۴  | لیگ آزادگان                                       | دو                                                | ۳۸                                                | ۸                                                 | ۱۳                                                | ۱۷                                                | ۲۹                                                | ۴۳                                                | ۲۹                                                | نوزدهم                                            | انصراف                                            | افشین ناظمی                                       | سقوط                                              |
| ۹۶–۱۳۹۵  | لیگ ۲                                             | سه                                                | ۱۰                                                | ۲                                                 | ۴                                                 | ۴                                                 | ۷                                                 | ۱۳                                                | ۸                                                 | پنجم                                              | انصراف                                            | علی نظرمحمدی - امید هرندی                         |                                                   |
| ۹۷–۱۳۹۶  | لیگ ۲                                             | سه                                                | ۱۹                                                | ۹                                                 | ۹                                                 | ۱                                                 | ۱۸                                                | ۷                                                 | ۲۷                                                | سوم                                               | حذف در یک‌هشتم نهایی                               | مجید جهانپور - رامیز محمدوف                       |                                                   |
| ۹۸–۱۳۹۷  | لیگ ۲                                             | سه                                                | ۲۴                                                | ۱۴                                                | ۵                                                 | ۵                                                 | ۳۴                                                | ۱۴                                                | ۴۷                                                | نایب قهرمان (گروه الف)                            | نایب قهرمان                                       | سید هادی طباطبایی - وحید رضایی                    | صعود با خرید سهمیه                                |
| ۹۹–۱۳۹۸  | لیگ آزادگان                                       | دو                                                | ۳۴                                                | ۱۱                                                | ۹                                                 | ۱۴                                                | ۲۷                                                | ۳۵                                                | ۴۲                                                | دوازدهم                                           | شکست در مرحله سوم                                 | سیامک فراهانی                                     | منحل                                              |
| ۱۳۹۹–۰۰  | به دلیل مشکلات مالی باشگاه در هیچ لیگی حضور نداشت | به دلیل مشکلات مالی باشگاه در هیچ لیگی حضور نداشت | به دلیل مشکلات مالی باشگاه در هیچ لیگی حضور نداشت | به دلیل مشکلات مالی باشگاه در هیچ لیگی حضور نداشت | به دلیل مشکلات مالی باشگاه در هیچ لیگی حضور نداشت | به دلیل مشکلات مالی باشگاه در هیچ لیگی حضور نداشت | به دلیل مشکلات مالی باشگاه در هیچ لیگی حضور نداشت | به دلیل مشکلات مالی باشگاه در هیچ لیگی حضور نداشت | به دلیل مشکلات مالی باشگاه در هیچ لیگی حضور نداشت | به دلیل مشکلات مالی باشگاه در هیچ لیگی حضور نداشت | به دلیل مشکلات مالی باشگاه در هیچ لیگی حضور نداشت | به دلیل مشکلات مالی باشگاه در هیچ لیگی حضور نداشت | به دلیل مشکلات مالی باشگاه در هیچ لیگی حضور نداشت |
| ۱۴۰۰–۰۱  | لیگ دسته سوم مرحله اول                            | چهار                                              | ۱۲                                                | ۵                                                 | ۷                                                 | ۰                                                 | ۱۱                                                | ۶                                                 | ۲۲                                                | قهرمان(گروه دوم)                                  | حضور نیافت                                        | سیامک فراهانی - محمد مختاری                       | صعود به مرحله نهایی                               |
| ۱۴۰۰–۰۱  | لیگ دسته سوم مرحله دوم                            | چهار                                              | ۱۸                                                | ۹                                                 | ۶                                                 | ۳                                                 | ۳۰                                                | ۱۵                                                | ۳۳                                                | سوم                                               | حضور نیافت                                        | اسماعیل زاهدویشکایی - بهزاد داداش زاده            | صعود                                              |
| ۱۴۰۱–۰۲  | لیگ ۲                                             | سه                                                | ۲۶                                                | ۱۴                                                | ۹                                                 | ۳                                                 | ۲۸                                                | ۱۱                                                | ۵۱                                                | نایب قهرمان (گروه دوم)                            | انصراف                                            | اکبر میثاقیان - فرشاد پیوس                        | صعود                                              |
| ۱۴۰۲–۰۳  | لیگ آزادگان                                       | دو                                                | ۳۴                                                | ۷                                                 | ۱۱                                                | ۱۶                                                | ۳۲                                                | ۴۵                                                | ۳۲                                                | پانزدهم                                           | غیبت انضباطی                                      | سیامک فراهانی-علی اصغر کلانتری-علی نظرمحمدی       |                                                   |
|          |                                                   |                                                   |                                                   |                                                   |                                                   |                                                   |                                                   |                                                   |                                                   |                                                   |                                                   |                                                   |                                                   |

## اسپانسرها و کیت تیم
تیم داماش گیلان نخستین تیم استفاده‌کننده از کیت‌های برند آدیداس در لیگ برتر ایران بود.
| لیگ              | سازنده کیت | اسپانسر پیراهن         |
| ---------------- | ---------- | ---------------------- |
| ۹۰–۸۹            | آدیداس     | داماش اسپرت            |
| لیگ برتر ۹۱–۱۳۹۰ | آدیداس     | داماش شهر باران        |
| لیگ برتر ۹۲–۱۳۹۱ | آل‌اشپورت   | سرمایه‌گذاری صدرا       |
| لیگ برتر ۹۳–۱۳۹۲ | آل‌اشپورت   | داماش شهر باران        |
| ۹۴–۱۳۹۳          | نهنگی      | شفاف شیمی، فولاد لوشان |
| ۹۸–۱۳۹۷          | یوسف جامه  | داماش اسپرت            |
| ۹۹–۱۳۹۸          | داریک      | داماش اسپرت            |
| ۰۱–۱۴۰۰          |            | داماش رزیدنس           |